# Методий Ночев
Методий Ночев е български инженер, общественик и революционер, деец на Македонската младежка тайна революционна организация.

## Биография
Роден е в Прилеп. Завършва строително инженерство. Взима дейно участие в националноосвободителните борби на българите в Македония и е деец е ММТРО в Кралство Югославия. По време на Българското управление в Македония през Втората световна война, на 8 август 1941 година, е назначен за кмет на град Прилеп със заместник-кмет Цане Хаджиздравев.